# Octave Vaudable
Octave Vaudable, né le 19 septembre 1871 à Condat-lès-Montboissier et mort le 25 décembre 1942 à Paris, est un restaurateur français, connu pour avoir été le propriétaire et gérant du plus célèbre restaurant du monde, Maxim's.

## Biographie
Fils de paysans auvergnats, il monte à Paris à 15 ans avec l'espoir d'une vie meilleure. Il commence chez un crémier puis le quitte pour poursuivre en tant que garçon de café dans divers établissements. En 1890, il entre chez Larue comme commis et en gravit les échelons rapidement. Il devient chef de rang, maître d'hotel puis directeur et propriétaire en s'associant au grand chef Edouard Nignon en 1908. On trouve chez Larue artistes, poètes, écrivains, ministres, rois et princes.
En 1913, il rachète le restaurant Noël Peters, passage des Princes. « C’était une féerie de luxe et de beauté. C’était une grande et longue salle de style mauresque avec des colonnades, murs et colonnes entièrement décorés à la feuille d’or et parsemés de touches de vives couleurs, les tapis épais de laine rouge, les banquettes de velours rouge, les tables recouvertes de belles nappes blanches, les cristaux, les porcelaines, le tout éclairé par une verrière sur toute la longueur, c’était d’une richesse extraordinaire, insolite et ahurissant. ». C’est dans ce restaurant qu’aurait été créé, vers 1858, le fameux Homard à l’Américaine. Le restaurant devient le temple de la gastronomie et Octave lui-même devient un expert reconnu unanimement par les clients, mais aussi par ses pairs et collègues. Ils le nommèrent président des Restaurateurs mais il n’accepta que le titre de vice-président. Plus tard, il obtiendra la Légion d’honneur.
C'est en 1932 qu'il relève son plus grand défi en acquérant Maxim's et, avec son fils Louis Vaudable, le hisse au titre du restaurant le plus célèbre du monde. Avec l'aide d'Albert Blazer (connu comme prince des maîtres d'hôtel) qu'il engage en 1934, il sélectionne ses clients, impose le port de l'habit et favorise les habitués, de préférence célèbres ou fortunés. Une clientèle d’artistes et de personnalités s’y presse ; on y croise Marcel Proust, Georges Feydeau, Sacha Guitry, Jean Cocteau ou Edouard VII. Si la carte de chez Maxim's rivalisait avec celles des plus grandes tables françaises, la qualité du service, à l'époque Vaudable, était remarquable ,.
Son fils Louis Vaudable ainsi que son petit-fils François Vaudable deviendront à leur tour des figures marquantes de la restauration et Maxim's sera inscrit à l’inventaire des monuments historiques en 1979.